# 心葉烏蘞莓
心叶乌蔹莓（学名：Cayratia cordifolia）为葡萄科乌蔹莓属的植物，是中国的特有植物。分布于中国大陆的云南等地，生长于海拔100米至1,100米的地区，多生于山谷和山坡疏林中，目前尚未由人工引种栽培。